# Ходос Петро Михайлович
Петро Михайлович Ходос (рос. Пётр Михайлович Ходос; 1 лютого 1928, село Покровка Темірського району Актюбінської області, Казахстан — 29 липня 1989, місто Фрунзе, тепер Бішкек, Киргизстан) — радянський діяч, 1-й заступник голови Ради міністрів Киргизької РСР, виконував обов'язки голови Ради міністрів Киргизької РСР після вбивства його попередника, Султана Ібраїмова, у грудні 1980 року. Депутат Верховної ради Киргизької РСР 6—8-го і 10—11-го скликань. Депутат Верховної ради СРСР 9-го скликання.

## Життєпис
Народився в родині селянина-бідняка, переселенця із України.
З 1942 року працював столяром артілі імені Тельмана міста Темір Актюбінської області. Потім був інспектором районної ощадкаси.
Член ВКП(б) з 1948 року.
У 1954 році закінчив Московську сільськогосподарську академію імені Тімірязєва.
У 1954—1955 роках — головний зоотехнік Ала-Арчинської машинно-тракторної станції (МТС) Кагановицького району Киргизької РСР.
У 1955—1957 роках — секретар Кагановицького (Сокулукського) районного комітету КП Киргизії по зоні МТС.
У 1957—1958 роках — директор Кагановицької (Сокулукської) машинно-тракторної станції Киргизької РСР.
У 1958—1959 роках — голова виконавчого комітету Панфіловської районної ради депутатів трудящих Киргизької РСР.
У 1959—1962 роках — 1-й секретар Аламединського районного комітету КП Киргизії.
У 1962 році — завідувач сільськогосподарського відділу ЦК КП Киргизії.
У січні 1963 — грудні 1964 року — 2-й секретар Ошського сільського обласного комітету КП Киргизії.
У грудні 1964 — червні 1973 року — 2-й секретар Ошського обласного комітету КП Киргизії.
20 червня 1973 — 11 жовтня 1988 року — 1-й заступник голови Ради міністрів Киргизької РСР.
Після вбивства Султана Ібраїмова, з 4 грудня 1980 по 14 січня 1981 року виконував обов'язки голови Ради міністрів Киргизької РСР. Також очолював міжвідомчу науково-технічну раду з питань охорони природних ресурсів Киргизької РСР.
Одночасно, в грудні 1985 — 11 жовтня 1988 року — голова Державного агропромислового комітету (Держагропрому) Киргизької РСР.
З жовтня 1988 року — персональний пенсіонер союзного значення.
Помер 29 липня 1989 року в місті Фрунзе (Бішкеку).

## Праці
- Ходос, Петр Михайлович (1961). Российская государственная библиотека За обилие овощей. Фрунзе: Киргизгосиздат. с. 60. Процитовано 17 грудня 2018. {{cite book}}: Недійсний |nopp=n (довідка)

## Нагороди
- чотири ордени Трудового Червоного Прапора (1966, 1971, 1972, 1977)
- орден Дружби народів (1981)
- три медалі «За трудову доблесть» (1957, 1960, 1964)
- медалі